# Aeropuerto de Pula
El Aeropuerto de Pula (en croata: Zračna luka Pula) (IATA: PUY, OACI: LDPL) es un aeropuerto ubicado en la ciudad de Pula, en Croacia. Funciona como aeropuerto alternativo en caso de necesidad para diversas zonas de Eslovenia, Italia,
y Austria. Es un aeropuerto especialmente interesado en pasajeros de clase alta, que alquilan aviones privados, visitan las islas de Brijuni y presencian conciertos y espectáculos en el Pabellón Arena de Pula.

## Aerolíneas y destinos
| Aerolíneas                    | Destinos |
| ----------------------------- | --- |
| Air Serbia                    | Estacional: Belgrado |
| British Airways               | Estacional: Londres–Heathrow                                                                                               |
| Croatia Airlines              | Zadar, Zagreb Estacional: Dubrovnik, Fráncfort, Zúrich                                                                     |
| easyJet                       | Estacional: Ámsterdam, Basilea/Mulhouse, Berlín, Bristol, Londres–Gatwick, Londres–Luton, Nápoles, París–Charles de Gaulle |
| Edelweiss Air                 | Estacional: Zúrich |
| Eurowings                     | Estacional: Colonia/Bonn, Düsseldorf, Stuttgart                                                                            |
| Lufthansa                     | Estacional: Fráncfort del Meno, Múnich                                                                                     |
| Norwegian Air Shuttle         | Estacional: Copenhague, Helsinki, Oslo, Estocolmo–Arlanda                                                                  |
| People's                      | Estacional: San Galo/Altenrhein                                                                                            |
| Ryanair                       | Estacional: Charleroi, Katowice, Londres–Stansted, Poznań, Viena, Weeze                                                    |
| Scandinavian Airlines         | Estacional: Copenhague, Gotemburgo, Oslo, Estocolmo–Arlanda                                                                |
| Swiss International Air Lines | Estacional: Ginebra, Zúrich                                                                                                |
| Trade Air                     | Osijek, Split, Zagreb |
| Transavia                     | Estacional: Róterdam/La Haya                                                                                               |
| TUI Airways                   | Estacional: Birmingham, Londres–Gatwick, Mánchester                                                                        |
| TUI fly Belgium               | Estacional: Bruselas |
| TUI fly Nordic                | Chárter estacional: Gotemburgo, Estocolmo–Arlanda                                                                          |

## Tráfico de pasajeros
Ver fuente y consulta Wikidata.

Mapa que muestra la ubicación de los Aeropuertos de Croacia.

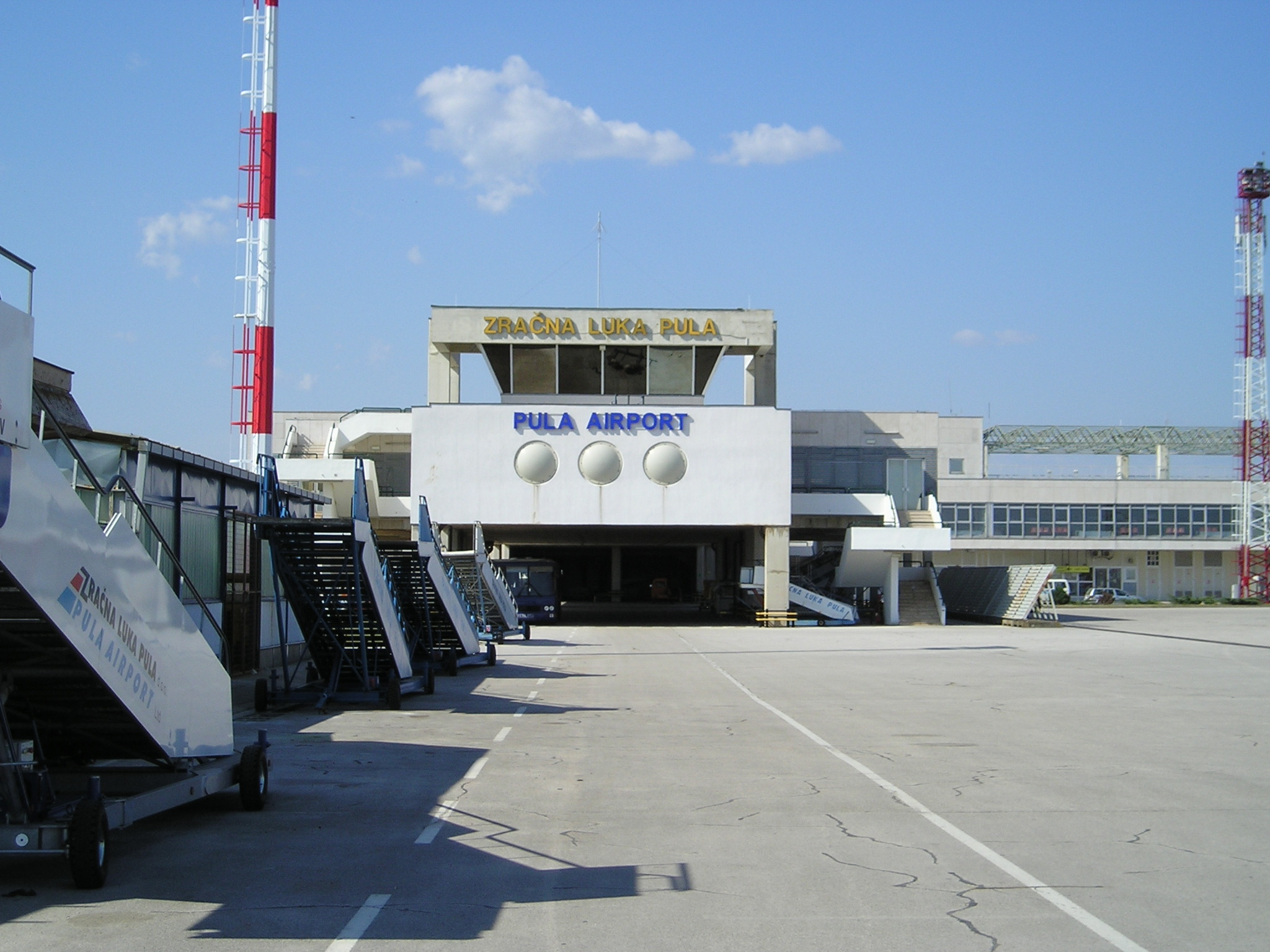
Aeropuerto de Pula

1990 fue el mejor año de tráfico en el aeropuerto de Pula.